# Jonen
Jonen é uma comuna da Suíça, no Cantão Argóvia, com cerca de 1.646 habitantes. Estende-se por uma área de 5,70 km², de densidade populacional de 289 hab/km². Confina com as seguintes comunas: Affoltern am Albis (ZH), Arni, Hedingen (ZH), Oberlunkhofen, Ottenbach (ZH), Rottenschwil.
A língua oficial nesta comuna é o Alemão.